# Badis błękitnopłetwy
Badis błękitnopłetwy (Badis badis) – gatunek słodkowodnej ryby okoniokształtnej z rodziny badisowatych (Badidae). Bywa hodowany w akwariach.

## Występowanie
Żyje w rzekach, stawach i rowach oraz na bagnach w dorzeczu Gangesu (od stanu Himachal Pradesh do ujścia rzeki), w dolnym biegu Brahmaputry, dorzeczu rzek Mahanadi i Mekong. Notowany w Bhutanie, Indii, Bangladeszu, Nepalu, w Tajlandii, Mjanmie i Pakistanie.

## Cechy morfologiczne
26–28 kręgów. 25–27 łusek wzdłuż linii bocznej; u podstawy płetwy ogonowej 19–20 łusek. Na pierwszej parze łuków skrzelowych 5–9 wyrostków filtracyjnych. otwór gębowy położony końcowo. W płetwie grzbietowej 15–17 twardych promieni oraz 7–10 miękkich; w płetwie odbytowej 6–8 miękkich promieni. Płetwa ogonowa zaokrąglona. W płetwach piersiowych zazwyczaj 12 promieni. 
Na bokach ciała występują wielobarwne plamki w kolorze żółtym, zielonym, czerwonym i niebieskim. Są one w różnych odcieniach zależnych od stany w jakim znajduje się ryba, skład i temperatura wody. Ubarwienie płetw błękitnoniebieskie z ciemnymi plamami w jej dolnej części. 
Jest gatunkiem spokojnym, wykorzystywanym w celach poznawczych nad zachowaniem się ryb. Dorasta do 8 cm długości. Okres żywotności to 2-3 lata. 

## Warunki w akwarium
| Zalecane warunki w akwarium | Zalecane warunki w akwarium |
| --------------------------- | --------------------------- |
| Zbiornik                    | średni                      |
| Temperatura wody            | 23–26°C                     |
| Twardość wody               | średnia 5–15                |
| Skala pH                    | 6–7                         |
| pokarm                      | żywy, skorupiaki, owady     |
| Uwagi                       |                             |

### Rozmnażanie
W okresie zbliżania się pory godowej następują walki samców o terytorium i przewagi nad innymi. Po wyborze samiec bierze w opiekę samicę i miejsce przyszłego tarła. Tarło odbywa się nad kamieniem, niekiedy w grocie czy nawet tylko w małym dołku. ikrą w ilości do 60 do nawet 300 sztuk ziaren opiekuje się wyłącznie samiec, samicę należy odizolować. 
Narybek wylęga się po ok. dwóch dobach. Wielkością nie przekracza 1 mm. Po 3–4 dniach po zużyciu zawartości pęcherzyka żółtkowego młode ryby zaczynają poszukiwać pożywienia, na które składa się mikroplankton. Z początku płochliwe chowają się pośród kryjówek z roślin, kamieni i grot.